# رودني فوكس (راكب الكنو)
رودني فوكس (بالإنجليزية: Rodney Fox)‏ هو راكب الكنو أسترالي، ولد في 26 يونيو 1946.

## وصلات خارجية
- رودني فوكس على موقع أوليمبيديا (الإنجليزية)
- رودني فوكس على موقع اللجنة الأولمبية الأسترالية (الإنجليزية)